# Quincié-en-Beaujolais
Quincié-en-Beaujolais è un comune francese di 1 227 abitanti situato nel dipartimento del Rodano della regione Alvernia-Rodano-Alpi.

## Società

### Evoluzione demografica
Abitanti censiti